# Heggadadevankote
Heggadadevankote är en ort i Indien.   Den ligger i distriktet Mysore och delstaten Karnataka, i den södra delen av landet, 1 800 km söder om huvudstaden New Delhi. Heggadadevankote ligger 702 meter över havet och antalet invånare är 13 733.
Terrängen runt Heggadadevankote är platt. Runt Heggadadevankote är det ganska tätbefolkat, med 166 invånare per kvadratkilometer. Heggadadevankote är det största samhället i trakten. Omgivningarna runt Heggadadevankote är en mosaik av jordbruksmark och naturlig växtlighet.